# Relaksa Dauti
Relaksa Dauti (* 2. Oktober 2001) ist eine albanische Leichtathletin, die im Mittelstrecken- und Hürdenlauf an den Start geht.

## Sportliche Laufbahn
Dauti trainiert wie ihre jüngere Schwester Redia beim SK Tirana. Mit 14 Jahren lief sie im April 2016 den Landesrekord über 1000 Meter.
Erste internationale Erfahrungen sammelte Relaksa Dauti im Jahr 2015, als sie bei den Jugend-Balkan-Meisterschaften in Sremska Mitrovica in 2:13,49 min die Silbermedaille im 800-Meter-Lauf gewann. Anschließend wurde sie bei den Balkan-Meisterschaften in Pitești in 2:12,92 min Dritte im B-Lauf über 800 Meter. Im Jahr darauf erreichte sie bei den Balkan-Hallenmeisterschaften in Istanbul mit 2:17,10 min Rang vier im B-Lauf und 2017 gewann sie bei den U20-Balkan-Hallenmeisterschaften ebendort in 2:12,75 min die Silbermedaille. Anschließend wurde sie bei den Balkan-Hallenmeisterschaften in Belgrad in 2:18,95 min Fünfte im B-Lauf. Im Mai schied sie bei den Islamic Solidarity Games in Baku mit 2:14,74 min im Vorlauf aus und anschließend gewann sie bei den U18-Balkan-Meisterschaften in Istanbul in 2:13,19 min die Silbermedaille, ehe sie bei den U18-Weltmeisterschaften in Nairobi mit 2:12,41 min im Halbfinale ausschied. Daraufhin belegte sie beim Europäischen Olympischen Jugendfestival (EYOF) in Győr in 2:14,07 min den achten Platz. Im Jahr darauf gelangte sie bei den U20-Balkan-Hallenmeisterschaften in Sofia mit 2:20,92 min ebenfalls auf den achten Platz und im Juni schied sie bei den Mittelmeerspielen in Tarragona mit 2:16,21 min im Vorlauf. Auch bei den U18-Europameisterschaften in Győr kam sie mit 2:19,14 min nicht über die Vorrunde hinaus, ehe sie bei den Olympischen Jugendspielen in Buenos Aires auf den 16. Platz gelangte. 2019 wurde sie bei den U20-Balkan-Hallenmeisterschaften in Istanbul in 2:17,21 min Erste im B-Lauf über 800 Meter und im Jahr darauf erreichte sie bei den U20-Balkan-Hallenmeisterschaften ebendort mit 2:15,62 min den zehnten Platz. 
2023 wurde sie bei der 3. Liga der Team-Europameisterschaft im Rahmen der Europaspiele in Chorzów in 2:15,21 min Erste im B-Lauf über 800 Meter. Im Jahr darauf gelangte sie bei den Balkan-Hallenmeisterschaften in Istanbul mit 2:11,72 min auf den elften Platz und gewann mit der albanischen 4-mal-400-Meter-Staffel in 4:07,72 min die Bronzemedaille hinter den Teams aus der Türkei und Kroatien. Ende Mai wurde sie bei den Freiluft-Balkan-Meisterschaften in Izmir in 2:11,05 min 15. über 800 Meter. 2025 wurde sie bei den Balkan-Hallenmeisterschaften in Belgrad in 2:10,58 min Vierte im B-Lauf über 800 Meter und im Juni wurde sie bei der 3. Liga der Team-Europameisterschaft in Maribor in 2:13,12 min Dritte hinter der Malteserin Gina McNamara und Aníta Hinriksdóttir aus Island. Anschließend gelangte sie bei den Balkan-Meisterschaften in Volos mit 2:09,73 min auf den dritten Platz im B-Lauf.
In den Jahren 2015 und von 2017 bis 2023 wurde Dauti albanische Meisterin im 800-Meter-Lauf sowie 2015 und 2017 auch über 400 Meter. Zudem wurde sie 2018 Landesmeisterin im 400-Meter-Hürdenlauf sowie von 2021 bis 2023 über 1500 Meter.

## Persönliche Bestleistungen
- 400 Meter: 58,32 s, 8. Juni 2017 in Elbasan
- 800 Meter: 2:08,40 min, 9. August 2025 in Lonigo
  - 800 Meter (Halle): 2:10,58 min, 15. Februar 2025 in Belgrad
- 1000 Meter: 2:52,69 min, 13. April 2016 in Elbasan (albanischer Rekord)
- 1500 Meter: 4:47,77 min, 10. August 2020 in Elbasan
- 400 m Hürden: 1:06,48 min, 29. Mai 2018 in Elbasan